# 프레야 (오버워치)
프레야(본명: 프레야 스코우, 영어: Freja Skov)는 블리자드 엔터테인먼트사의 2022년 출시 게임 오버워치 2에 등장하는 게임 캐릭터이다.  
프레야의 목소리는 한국어판은 오로아, 영국판은 올리비아 리 앤더슨이 담당하였다.  

## 같이 보기
- 오버워치
- 오버워치의 등장인물